# Michel Coiffard
Michel Joseph Callixte Marie Coiffard (1892. július 16. – 1918. október 29.) francia ászpilóta az első világháborúban. Főleg a megfigyelőballonok kilövésére specializálódott, 34 légi győzelméből 28-at ballonok ellen ért el.

## Élete
Michel Coiffard 1892. július 16-án született Nantes-ban, Jean Coiffard és Mary Josephine Teresa de Laurent gyermekeként. 1910-ben lépett be a hadseregbe és tüzérként harcolt a marokkói Rif-hegység felkelői ellen, valamint Tuniszban is szolgált. Afrikában háromszor megsebesült.
Az első világháború kitörése után, 1914. augusztus 29-én őrmesteri rangban áthelyezték a gyalogsághoz. 1915. május 29-én Hadiéremmel tüntették ki, miután az erős tüzérségi tűzben önként vállalta, hogy megjavítja a gyalogság és az ágyúk közötti telefonhuzalt. Miután súlyosan megsebesült, alkalmatlannak ítélték a lövészárokszolgálatra és 1917. január 4-én átlépett a légierőhöz. Áprilisra befejezte a pilótatanfolyamot és június 28-án a 154. repülőszázadhoz (Escadrille N.154) vezényelték. Első légi győzelmét 1917. szeptember 5-én érte el egy Albatros felderítőgép ellen. November 19-én előléptették alhadnaggyá. 1918 elején két másik repülőgépet is lelőtt és ezért megkapta a Becsületrend lovagi fokozatát.
1918 júniusában a századot átszervezték, Nieuport repülők helyett erősebb SPAD-okat kaptak és névkódja N.154-ről Spa154-re változott. Coiffard új SPAD S.XIII típusú repülőgépének motorházát és kerekeit pirosra festette és barátnője után a Mado nevet adta neki. Egységén belül megszervezte a megfigyelőballonok elleni csapatokat, amelyek összehangolt támadásaikkal a legjobb francia ballonvadász egységgé tették a Spa154-et. Összesen több mint 70 ballont lőttek ki a század pilótái (bár a pontos szám megállapítása nem egyszerű, mert minden részt vevő pilótának jóváírták az egyes kilőtt ballonokat).
Miután Lahoulle századparancsnok július 15-én megsebesült, helyére Coiffard-t nevezték ki. Csak július során kilenc német ballont és három repülőgépet semmisített meg és a hónap végére légi győzelmeinek száma elérte a 17-et. Augusztusban további nyolcat, szeptemberben pedig hatot szerzett. Háromszor is előfordult, hogy egy napon triplázni tudott, szeptember 15-én pedig a három ballont hat percen belül lőtte ki (társaival, Theophile Condemine-nel és Jacques Ehrlich-hel közösen). 

### Halála
1918. október 28-án, két héttel a háború vége előtt Coiffard kötelékével együtt járőrözött és egy Fokker D.VII-esekből álló német csapatot vett észre. Támadási jelzését azonban csak egyik társa, Condemine vette észre. A légi harc közben megszerezte 34. győzelmét, de közben egy golyó a combját, egy másik pedig a tüdejét fúrta át. Még tizenkét kilométer repült és leszállt, de három órával később, kórházba szállítás közben belehalt sebesüléseibe. Másnap posztumusz megkapta a Becsületrend tisztikeresztjét. A Marne megyei Sommepy-Tahure-i nemzeti nekropoliszban temették el. Coiffard egyike volt a legjobb francia pilótáknak az első világháborúban, a hatodik legtöbb légi győzelmet szerezte.

## Győzelmei
| Sorszám | Dátum                | Beosztási hely | Ellenfél         | Helyszín                     |
| 1       | 1917. szeptember 5.  | N.154          | Albatros C       | Le Catelet                   |
| 2       | 1918. január 3.      | N.154          | EA               | St. Quentin-től ÉK-re        |
| 3       | 1918. február 2.     | N.154          | Pfalz D.III      | Arnoville                    |
| 4       | 1918. június 30.     | Spa154         | ballon           | Beauvardes                   |
| 5       | 1918. június 30.     | Spa154         | ballon           | Courpoil                     |
| 6       | 1918. július 1.      | Spa154         | ballon           | Courmont                     |
| 7       | 1918. július 5.      | Spa154         | ballon           | Courcelles-Sapincourt        |
| 8       | 1918. július 7.      | Spa154         | ballon           | Courcelles-Sapincourt        |
| 9       | 1918. július 12.     | Spa154         | Albatros         | Courcelles-Sapincourt        |
| 10      | 1918. július 15.     | Spa154         | ballon           | Goussancourt                 |
| 11      | 1918. július 15.     | Spa154         | ballon           | Goussancourt                 |
| 12      | 1918. július 15.     | Spa154         | ballon           | Le Charmel-től délre         |
| 13      | 1918. július 17.     | Spa154         | ballon           | Moronvillerstől északkeletre |
| 14      | 1918. július 17.     | Spa154         | ballon           | Moronvillers                 |
| 15      | 1918. július 18.     | Spa154         | Rumpler C        | Bois de Beine-től keletre    |
| 16      | 1918. július 18.     | Spa154         | ballon           | Foret de Ris                 |
| 17      | 1918. július 21.     | Spa154         | kétüléses repülő | Champlat                     |
| 18      | 1918. augusztus 1.   | Spa154         | ballon           | Somme-Py                     |
| 19      | 1918. augusztus 1.   | Spa154         | ballon           | Somme-Py                     |
| 20      | 1918. augusztus 1.   | Spa154         | ballon           | Somme-Py                     |
| 21      | 1918. augusztus 3.   | Spa154         | ballon           | Somme-Py                     |
| 22      | 1918. augusztus 3.   | Spa154         | ballon           | Somme-Py                     |
| 23      | 1918. augusztus 11.  | Spa154         | Fokker D.VII     | Chenay-Berru                 |
| 24      | 1918. augusztus 11.  | Spa154         | ballon           | Caurel                       |
| 25      | 1918. augusztus 11.  | Spa154         | Fokker D.VII     | Beine                        |
| 26      | 1918. szeptember 7.  | Spa154         | ballon           |                              |
| 27      | 1918. szeptember 14. | Spa154         | ballon           | Gernicourt                   |
| 28      | 1918. szeptember 14. | Spa154         | ballon           | Cormicy                      |
| 29      | 1918. szeptember 15. | Spa154         | ballon           | Brimont                      |
| 30      | 1918. szeptember 15. | Spa154         | ballon           | Cormicy                      |
| 31      | 1918. szeptember 15. | Spa154         | ballon           | Gernicourt                   |
| 32      | 1918. szeptember 28. | Spa154         | ballon           | Semide                       |
| 33      | 1918. október 2.     | Spa154         | kétüléses repülő | Atienne                      |
| 32      | 1918. október 28.    | Spa154         | Fokker D.VII     | Rethel                       |

## Fordítás
- Ez a szócikk részben vagy egészben  a   Michel Coiffard című angol Wikipédia-szócikk ezen változatának fordításán alapul.  Az eredeti cikk szerkesztőit annak laptörténete sorolja fel. Ez a jelzés csupán a megfogalmazás eredetét és a szerzői jogokat jelzi, nem szolgál a cikkben szereplő információk forrásmegjelöléseként.